# Gianpiero D’Alia
Gianpiero D’Alia (ur. 22 września 1966 w Mesynie) – włoski polityk i prawnik, deputowany i senator, od 2013 do 2014 minister ds. administracji publicznej i deregulacji w rządzie Enrica Letty.

## Życiorys
Jego ojciec, Salvatore D’Alia, był długoletnim deputowanym. Gianpiero D’Alia ukończył studia prawnicze, podjął praktykę w zawodzie adwokata, uzyskując uprawnienia do występowania jako obrońca w sądach wyższej instancji.
Został działaczem centrowych partii chadeckich, w tym Unii Chrześcijańskich Demokratów i Centrum i następnie federacyjnej Unii Centrum. W latach 2001–2008 sprawował mandat posła do Izby Deputowanych XIV i XV kadencji. Od 2005 do 2006 był podsekretarzem stanu w Ministerstwie Spraw Wewnętrznych w trzecim rządzie Silvia Berlusconiego. W latach 2008–2013 był członkiem Senatu XVI kadencji. W 2013 wybrany ponownie do izby niższej na XVII kadencję.
27 kwietnia 2013 kandydat na premiera Enrico Letta ogłosił jego nominację na urząd ministra ds. administracji publicznej i deregulacji. Funkcję tę objął następnego dnia i pełnił ją do 22 lutego 2014. W tym samym roku objął honorową funkcję przewodniczącego Unii Centrum. W 2016 zrezygnował z członkostwa w tym ugrupowaniu.